# Cratichneumon austropiceipes
Cratichneumon austropiceipes là một loài tò vò trong họ Ichneumonidae.